# 伊玛目·朋佐尔

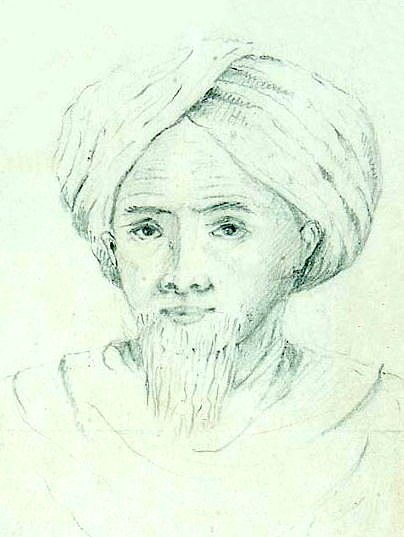
伊玛目·朋佐尔

伊玛目·朋佐尔（1772年—1864年11月6日）一译彭佐尔伊曼。是19世纪一位印度尼西亚抗荷斗争领袖。原名“穆罕默德·沙哈布”，因在苏门答腊朋佐尔地区组织伊斯兰教巴德利教派，故称。伊玛目·朋佐尔在朋佐尔地区通过宣传纯正伊斯兰教来改变当地的旧风俗，19世纪20年代，荷兰入侵该地区，他领导信徒进行反抗荷兰殖民者的武装斗争。1837年朋佐尔陷落，他被捕流放，最后死于流放地苏拉威西岛。